# آرکسین
آرکسین (انگلیسی: Orexin؛ ‎/ɒˈrɛksɪn/‎) که با نام هایپوکرتین هم شناخته می‌شود یک نوروپپتید است که انگیختگی، بیداری و اشتها را تنظیم می‌کند. شایع‌ترین نوع حمله خواب که طی آن، مبتلایان بیماری تن عضلانی خود را به‌طور موقت از دست می‌دهند (کاتاپلکسی)؛ در اثر فقدان آرکسین در مغز به‌دنبال تخریب سلول‌های تولیدکنندهٔ آن به‌وجود می‌آید.
در مغز انسان تنها ۱۰٬۰۰۰ تا ۲۰٬۰۰۰ یاخته عصبی تولیدکنندهٔ آرکسین وجود دارد که بیشتر در نواحی اطراف مثلث مغزی و هیپوتالاموس جانبی واقع شده‌اند. شاخه‌های این یاخته‌های به نواحی دیگر گسترده شده و در تنظیم بیداری، اشتها و سایر رفتارها نقش دارند. در انسان دو نوع پپتید آرکسین، و دو نوع گیرنده آرکسین وجود دارد.
آرکسین در سال ۱۹۹۸ توسط دو گروه مستقل دانشمندان که بر روی مغز موش آزمایشگاهی مطالعه می‌کردند، به‌طور همزمان کشف شد. یک گروه آنرا آرکسین (مشتق از واژهٔ لاتین اورکسوس به معنای اشتها) نامیدند و گروه دیگر، آنرا هایپوکرتین نام نهادند؛ چرا که در هیپوتالاموس تولید شده و شباهت اندکی به پپتید سکرتین دارد.
امروزه از نام هایپوکرتین برای نامیدن ژن‌های تولیدکنندهٔ پپتید و و از آرکسین برای خودِ پپتید استفاده می‌شود. سیستم آرکسین مغز موش، آفنیته بالایی با مغز انسان دارد.